# 凯萨尔格
凯萨尔格（法語：Caissargues，法語發音：[kɛsaʁɡ]）是法国加尔省的一个市镇，位于该省中部偏南，属于尼姆区，也是尼姆城市公共社区的一部分。

## 地理
凯萨尔格（43°47'45"N, 4°22'44"E）面积8.02 平方千米，位于法国奧克西塔尼大區加尔省，该省份为法国南部沿海省份，南端濒地中海，北起顺时针与阿尔代什省、沃克吕兹省、罗讷河口省、埃罗省、阿韦龙省和洛泽尔省接壤。
与凯萨尔格接壤的市镇（或旧市镇、城区）包括：布亚尔格、加龙、尼姆、圣吉勒。

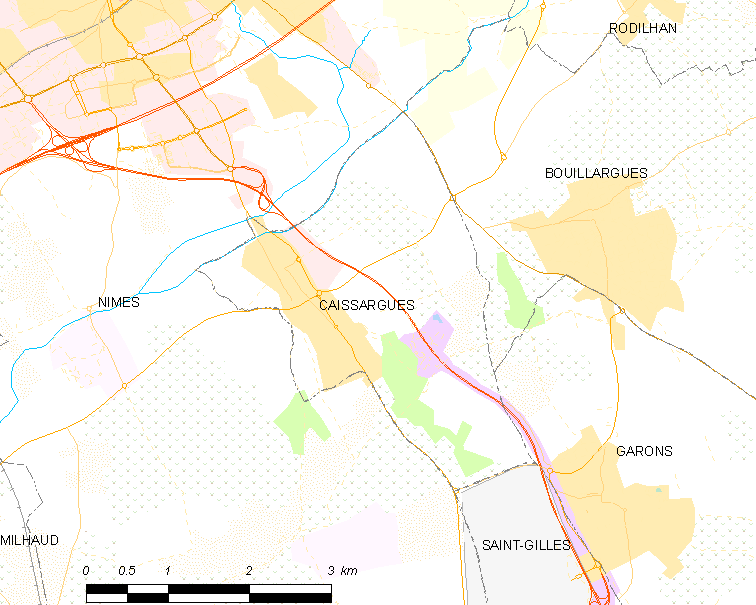
凯萨尔格的OSM定位图

凯萨尔格的时区为UTC+01:00、UTC+02:00（夏令时）。

## 行政
凯萨尔格的邮政编码为30132，INSEE市镇编码为30060。

## 政治
凯萨尔格所属的省级选区为玛格丽特县。

## 人口

1962-2008年间凯萨尔格人口变化图示

凯萨尔格于2022年1月1日时的人口数量为4077人。